# 1-я Крымская стрелковая дивизия
1-я Крымская стрелковая дивизия, первоначально 1-я Крымская дивизия народного ополчения — воинское соединение РККА СССР в Великой Отечественной войне. Сформирована в Крымской АССР в числе четырёх других "Крымских" дивизий на местных мобилизационных ресурсах, в т. ч. с использованием добровольцев, партактива. Обучение и сколачивание полностью не прошла. Вооружением, особенно тяжёлым, по штату полностью обеспечена не была. В сентябре 1941 года была переименована согласно общеармейской нумерации в 320-ю стрелковую дивизию (1-го формирования).

## История
1-я Крымская стрелковая дивизия сформирована в районе Кара-су базар (Белогорск) и городе Феодосия на основании приказа по 51-й армии № 001 от 17 августа 1941 года.
В Феодосии были сформирована 1-я стрелковая бригада, транспортные и несколько других подразделений. Среди записавшихся добровольцев оказалось много евреев и крымчаков. Формированием этих подразделений руководил начальник военного отдела Феодосийского горкома ВКП(б)) Манукалов. В Керчи были сформированы штаб дивизии и 2-я бригада. Всего из Керчи и Феодосии было набрано примерно 12 тысяч человек. Позднее в дивизию был включён Феодосийский коммунистический батальон численностью около 500 человек. из не попавших в состав дивизии добровольцев были сформирован Феодосийский аварийно-спасательный отряд и истребительные батальоны для противодесантной борьбы. Нёсший в Феодосии гарнизонную службу батальон 156-й стрелковой дивизии был включён в состав дивизии, создав кадровое ядро соединения. На станции Сарыголь (ныне станция Айвазовская) был построен бронепоезд «Смерть фашизму!» («Армейский № 2»)., который также был передан в дивизию. Броневагоны были покрыты листами котельного железа, а между двумя листами которого заливался 1ОО-мм слой бетона, марки 400., таким образом было обеспечено композитное бронирование. Командиром дивизии был назначен полковник Виноградов М.В, хотя фактически формированием дивизии занимался полковник Шаповалов Г. М., судьба которого, позднее, сложилась трагично.
Дивизия возводила инженерные сооружения в городе Керчь, обороняла побережье от города Судак до мыса Такил. Наиболее боеспособные части дивизии привлекались для усиления других соединений 51-й армии.
После выхода 12 сентября 1941 года 11-й армии противника к Перекопскому перешейку начались бои, предшествующие Крымской оборонительной операции. В их ходе Э. фон Манштейн установил, что с ходу сбить советские войска с перешейков не удалось, а для штурма необходима перегруппировка 11-й армии, которая продлилась до середины октября и характеризовалась боями местного значения. Во второй половине сентября противнику удалось овладеть северной частью Арабатской стрелки. Из дивизии были изъяты наиболее опытные роты. Сводный отряд из всех дивизий народного ополчения общей численностью в 3000 человек был направлен в 276-ю Стрелковую дивизию. Ценой больших потерь, в том числе в сводном отряде, противника удалось остановить.
24 сентября 1941 года дивизия была переименована в 320-ю стрелковую дивизию (1-го формирования) согласно Директиве ГШКА № орг/2/540132 от 19.09.1941.

## Командиры дивизии
- Виноградов, Матвей Васильевич, полковник — (15.08.1941 — 20.08.1941)
- Шаповалов, Михаил Михайлович, полковник — (20.08.1941 — 24.09.1941)[2]

## Состав
В период 20.08.41 — 24.09.41:
- 4-й стрелковый полк,
- 8-й стрелковый полк,
- 10-й стрелковый полк,
- 3-й артиллерийский полк,
- 5-й отдельный истребительно-противотанковый дивизион,
- 3-й отдельный зенитный артиллерийский дивизион,
- 2-й разведывательный батальон,
- 4-й сапёрный батальон,
- 1-й отдельный батальон связи,
- 6-й взвод дегазации,
- 90-й корпусной ветеринарный лазарет,
- рота регулирования,
- полевая артиллерийская ремонтная мастерская,
- полевая почтовая станция,
- полевая касса Госбанка.